# La bella molinera

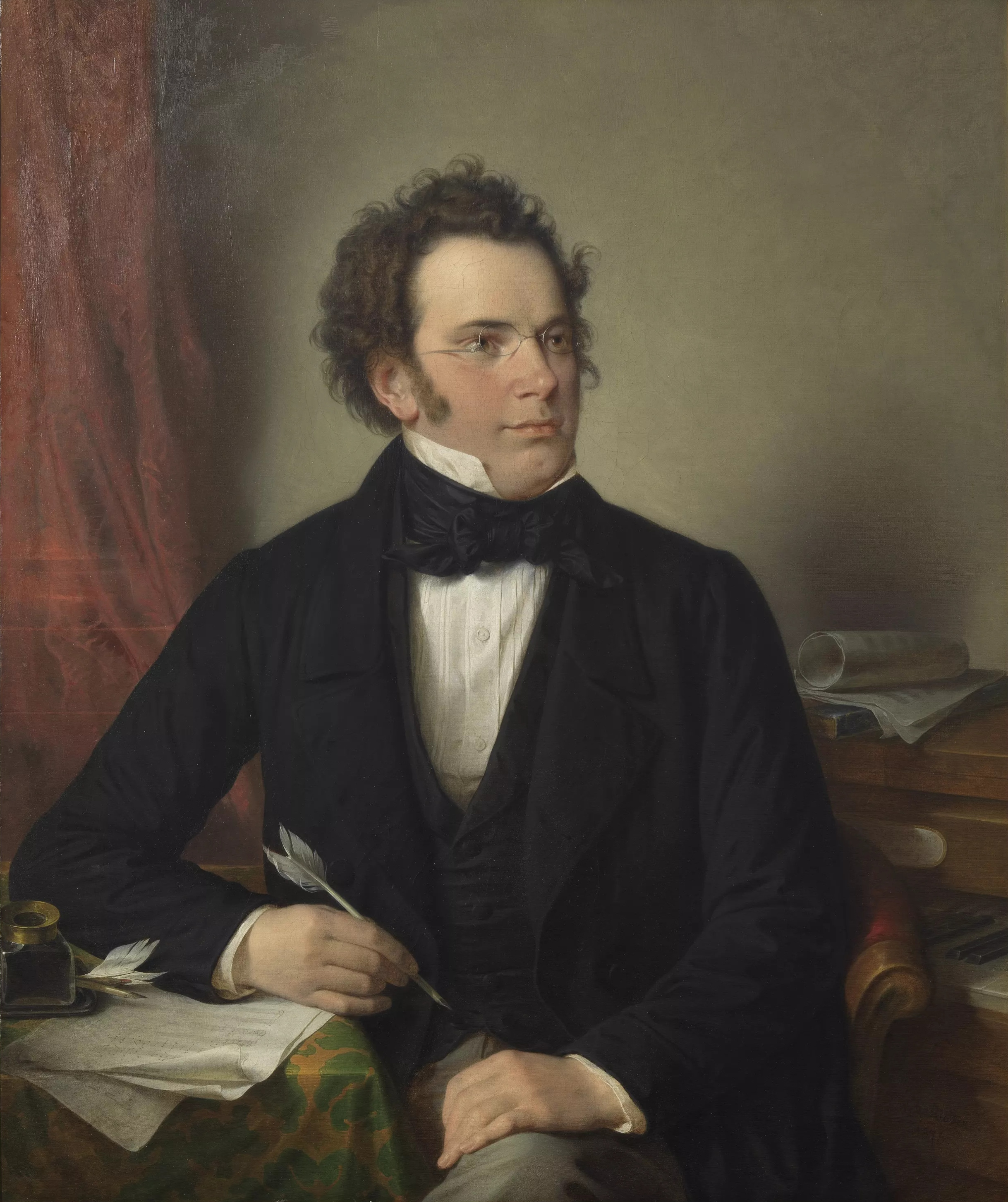
Franz Schubert por Wilhelm August Rieder (1875)

Die schöne Müllerin (La bella molinera), D. 795, es un ciclo de lieder compuesto por Franz Schubert sobre poemas de Wilhelm Müller. 
Es el primer ciclo de canciones que se popularizó. Es una de las obras maestras de Schubert, y se interpreta y graba con frecuencia. Es uno de los primeros ciclos de lieder completos de la época romántica, donde el compositor, siguiendo el hilo de una historia completa, utiliza diferentes registros musicales para explicar plenamente las peripecias sucesivas.
La bella molinera ilustra, con Viaje de invierno, el apogeo de la música de cámara en el siglo XIX.

## Composición
Los poemas de Müller se publicaron en 1820, y Schubert les puso música entre la primavera y noviembre de 1823, mientras escribía su ópera Fierabras y en un período de dudas y tentativas (Sinfonías n.º 7 y 8). Tenía 26 años. Schubert prescindió de varios poemas, como un prólogo y un epílogo. La obra fue publicada en 1824 con el título de Die schöne Müllerin, ein Zyklus von Liedern, gedichtet von Wilhelm Müller, que significa, "La bella molinera, un ciclo de canciones sobre poemas de Wilhelm Müller".
A veces el ciclo es llamado "Müllerlieder", las canciones de Müller, un término usado por el compositor en una ocasión en una carta. No es una denominación especialmente útil, puesto que el siguiente ciclo de canciones Viaje de invierno, también es sobre poemas de Müller.

## Historia
Hay veinte canciones en el ciclo, la mitad con una forma estrófica simple, y van desde un optimismo alegre a la desesperación y la tragedia, desarrollando una serie de temas típicamente románticos: el amor, la espera, la decepción amorosa, la tristeza, la muerte, la búsqueda personal, el viaje, la naturaleza.
Al comienzo del ciclo, un hombre joven vaga alegremente por el campo. Llega a un arroyo, que sigue hasta el molino. Allí se enamora de una bella joven que trabaja allí, la "bella molinera" del título. Intenta impresionarla, pero su respuesta es ambigua. El joven es pronto sustituido en sus afectos por un cazador vestido de verde, el color de una cinta que él entregó a la muchacha. En su angustia experimenta una obsesión con el color verde, luego con una fantasía de muerte en la que las flores nacen en su tumba, para expresar su amor eterno; en el lied Adelaide, de Beethoven, existe una fantasía similar. Al final, el joven, en su dolor por el amor no correspondido, probablemente se ahoga en el arroyo, aunque no queda demasiado claro si en efecto se suicida o se trata de una fusión espiritual entre el joven y el arroyo, el hombre y la naturaleza. En todo caso, es el arroyo quien lo consuela por el desamor que sufre. El último Lied es una canción de cuna cantada por el arroyo, en la que protege el apacible sueño del joven. Los últimos versos son "¡duerme sin tu alegría, duerme sin tu dolor! Se encumbra la luna llena, la niebla se disipa, y allá en lo alto, ¡cuán inmenso es el firmamento!".
La coherencia del ciclo se asegura por el tema del viaje: el arroyo (hilo conductor y confidente del narrador), la orilla, la naturaleza. Pero los lieder son todos individuales. La primera parte es gozosa y llena de esperanza, luego el tono se oscurece a partir de Der Jäger, para hacerse melancólico, triste y hasta violento. Es el más ligero de los ciclos de Schubert, con un "efervescente acompañamiento de piano, que simboliza tanto la corriente de agua del molino como la esperanza en el corazón del joven que confía en hacer realidad su amor" (McLeish).

## Intérpretes y discografía
La bella molinera es interpretada por un pianista y un cantante solista. La parte vocal corresponde a voz de tenor o de soprano, pero a menudo es cantada por otras voces de la escala vocal, con las debidas transposiciones. Puesto que la historia del ciclo la canta un hombre joven, más a menudo son hombres quienes la interpretan. El piano lleva el peso expresivo de la obra, por lo que rara vez es un mero "acompañamiento"; el ciclo es una obra genuinamente de cámara, en el buen sentido del término. Una interpretación tradicional dura alrededor de una hora.
Ha sido interpretada por grandes tenores y barítonos como Dietrich Fischer-Dieskau, Gérard Souzay, Peter Pears, Peter Schreier, Fritz Wunderlich, Hermann Prey, y entre las nuevas generaciones Jonas Kaufmann y Ian Bostridge; también por voces de contralto o mezzosoprano como Brigitte Fassbaender y Christa Ludwig e incluso por contratenores como Jochen Kowalski. El ciclo se ha grabado en numerosas ocasiones y es un programa recurrente en conciertos del repertorio vocal.
- De absoluta referencia son las excelentes grabaciones de Fischer-Dieskau, en primer lugar, las dos con el pianista Gerald Moore: una de 1951-1957, y otra de 1972 (DG); y la que grabó en 1968 con Jörg Demus.
- Dentro de la cuerda de tenor, destaca la grabación que hizo Fritz Wunderlich con H. Giesen al piano (DG, 1965).
- Otras grabaciones:
  - Gérard Souzay (barítono), Dalton Baldwin (piano) (Philips, 1964)
  - Olaf Bär (barítono), Geoffrey Parsons (piano) (EMI)
  - Ian Bostridge (tenor), Graham Johnson (piano)

## Títulos de las canciones y tonalidad
(La traducción de los títulos se han tomado del libro de Dietrich Fischer-Dieskau)
1. "Das Wandern" ("El caminar"; Si bemol mayor)
2. "Wohin?" ("¿Adonde?"; sol mayor)
3. "Halt!" ("¡Alto!"; do mayor)
4. "Danksagung an den Bach" ("Agradecimiento al arroyo"; sol mayor)
5. "Am Feierabend ("Al término del trabajo"; la menor)
6. "Der Neugierige" ("El Curioso"; Si mayor)
7. "Ungeduld" ("Impaciencia"; la mayor)
8. "Morgengruss" ("Saludo matinal"; do mayor)
9. "Des Müllers Blumen" ("Las flores del molinero"; la mayor)
10. "Tränenregen" ("Lluvia de lágrimas"; la mayor)
11. "Mein!" ("¡Mía!"; re mayor)
12. "Pause" ("Interludio"; Si bemol mayor)
13. "Mit dem grünen Lautenband" ("Con la verde cinta del laúd"; Si bemol mayor)
14. "Der Jäger" ("El cazador"; do menor)
15. "Eifersucht und Stolz" ("Celos y orgullo"; sol menor)
16. "Die liebe Farbe" ("El color favorito"; Si menor)
17. "Die böse Farbe" ("El color odiado"; Si mayor)
18. "Trockne Blumen" ("Flores secas"; mi menor)
19. "Der Müller und der Bach" ("El molinero y el arroyo"; sol menor)
20. "Des Baches Wiegenlied" ("Canción de cuna del arroyo"; mi mayor)